# Fructuoso Rivera
José Fructuoso Rivera y Toscana (1784. október 17. – 1854. január 13.) a független Uruguay első elnöke, az Uruguayi szabadságharc kirobbantója, a Colorado Párt alapítója.

## Élete
Rivera egy gazdálkodásból élő család sarja volt. 1810-ben csatlakozott José Gervasio Artigas seregéhez. Az Uruguayi szabadságharcban kitűnt tehetségével, és 1828-ban kikiáltották Uruguay függetlenségét. Azonban közte és Juan Lavalleja között komoly viták születtek, ezért rövid időre José Rondeau argentin tábornok lett Uruguay kormányzója. 1830-ban végül elvállalta az elnökséget. Négy évig volt elnök. Ezt követően az új elnököt, Manuel Oribét támogatta.
Rivera nevéhez köthető Uruguay őslakosainak, a charrúáknak a teljes kiirtása is.